# Ruský Potok
Ruský Potok és un poble i municipi d'Eslovàquia. Es troba a la regió de Prešov, al nord del país.

## Història
La primera referència escrita de la vila data del 1635.

## Demografia
| Godina             | 1994 | 2004    | 2014    | 2024    |
| ------------------ | ---- | ------- | ------- | ------- |
| Nombre de persones | 191  | 152     | 135     | 111     |
| Diferència         |      | −20,41% | −11,18% | −17,77% |

| Godina             | 2023 | 2024   |
| ------------------ | ---- | ------ |
| Nombre de persones | 113  | 111    |
| Diferència         |      | −1,76% |